# 德国历史年表
這是德國歷史時間軸，包括德國歷史上的重要的法律和領土變化以及政治事件。 如需詳細了解，請參閱：
- 德國歷史
- 德國君主列表
- 德國總理列表
- 德國領土變遷

## 羅馬帝國
- 9年：條頓堡森林之戰
- 235年：哈茲霍恩之戰
- 297年：羅馬皇帝允許撒利法蘭克人進入巴達維居住
- 310年：科隆附近跨越萊茵河的橋樑被修築
- 313年：天主教科隆主教區建立
- 314年：天主教美因茨主教區建立
- 476年，日耳曼蠻族入侵羅馬，西羅馬帝國滅亡

## 法蘭克王國
- 481年：法蘭克國王克洛維一世登基
- 496年：克洛維一世受洗
- 500年：克洛維一世頒布《薩利克法》
- 584年：克洛泰爾二世即位
- 657年：克洛泰爾三世即位
- 768年：查理曼大帝即位
- 800年：查理曼大帝到達羅馬，教宗利奧三世授予其神聖羅馬皇帝的稱號
- 814年：查理曼大帝去世
- 843年：《凡尔登条约》簽訂，法兰克王国一分為三
- 877年：禿頭查理去世
- 919年，薩克森公爵亨利一世當選為東法蘭克王國的國王，建立薩克森王朝
- 955年：奧托一世在第二次萊希菲爾德戰役戰勝馬札爾人

## 神聖羅馬帝國
- 962年：奧托一世由教宗若望十二世加冕為神聖羅馬帝國皇帝

- 1024年：亨利二世去世後無嗣，來自法蘭克尼亞的康拉德二世當選為東法蘭克國王
- 1027年：康拉德二世加冕為皇帝
- 1125年：亨利五世去世，薩利安王朝結束
- 1189年：「紅鬍子」腓特烈一世與英格蘭國王獅心王理查和法國國王腓力二世·奧古斯都一起領導了第三次十字軍東征
- 1190年：腓特烈一世溺水而死
- 1422年：阿爾布雷希特支系的阿爾布雷希特五世迎娶了神聖羅馬皇帝兼匈牙利及波希米亞國王西吉斯蒙德唯一的庶女盧森堡的伊麗莎白，並被指定為西吉斯蒙德的繼承人
- 1437年：西吉斯蒙德病逝，阿爾布雷希即位
- 1517年：馬丁·路德為反對贖罪券買賣發表九十五條論綱
- 1519年：哈布斯堡家族的查理五世
- 1524年：德國農民戰爭爆發，托馬斯·閔採爾成為起義軍領袖
- 1526年：農民戰爭被鎮壓
- 1546年：施馬爾卡爾登戰爭
- 1555年：《奧格斯堡和約》簽訂
- 1608年：新教聯盟成立
- 1609年：天主教聯盟成立
- 1618年：三十年戰爭爆發
- 1632年：呂岑戰役
- 1648年：三十年戰爭以威斯特法倫合約的簽訂而搞終結
- 1683年：維也納戰役
- 1700年：萊布尼茨建立了普魯士科學院
- 1740年：腓特烈大帝即位
- 1742年：西里西亞戰爭
- 1750年：第三次西里西亞戰爭
- 1804年：拿破倫稱帝，神聖羅馬帝國皇帝弗朗茨二世集合英國
- 俄國、瑞典和那不勒斯，組成第三次反法同盟
- 1805年：奧斯特里茨戰役，法軍打敗了反法同盟，同時攻入神聖羅馬帝國境內
- 1806年：
  - 7月12日《萊茵邦聯條約》簽訂，神聖羅馬帝國解散
  - 10月14日，耶拿-奧爾施塔特會戰爆發，普魯士慘敗

## 尋求統一
- 1807年：普魯士改革運動展開
- 1808年：約翰·哥特利布·費希特發表《對德意志民族的演講》
- 1809年：柏林大學創立
- 1810年：格林兄弟出版童話
- 1813年：萊比錫戰役，法軍在普、奧、俄三國聯軍的打擊下失敗
- 1815年：滑鐵盧戰役，法軍打敗。同年舉行維也納和會，德意志邦聯成立
- 1818年：馬克思出生
- 1848年：
  - 2月27日，德意志爆發革命
  - 3月24日，第一次石勒蘇益格戰爭
  - 5月1日，1848年德國聯邦選舉
- 1849年：保羅教堂憲法通過
- 1864年：普丹戰爭，普魯士-奧地利聯軍取得勝利
- 1866年：普奧戰爭，普魯士取得勝利
- 1867年：北德意志邦聯成立，取代了之前的德意志邦聯
- 1870年：普法戰爭，德意志聯軍取得勝利，俘虜拿破崙三世

## 德意志帝国
- 1871年：普魯士國王威廉一世鏡廳加冕，德意志帝國成立
- 1872年：文化鬥爭
- 1888年：
  - 3月9日，威廉一世去世，腓特烈三世即位
  - 6月15日，腓特烈三世去世，威廉二世即位
- 1890年：俾斯麥向威廉二世請辭，離開權力中心
- 1891年：泛日耳曼聯盟建立

- 1914年：
  - 7月28日，奧匈對塞爾維亞宣戰，一戰爆發，德國出兵盧森堡
  - 8月4日，英國對德宣戰
  - 8月30日，坦能貝格會戰
  - 9月9日，第一次馬恩河會戰
- 1916年：
  - 5月31日，日德蘭海戰
  - 6月4日，勃羅希洛夫攻勢
  - 7月1日，索姆河戰役
  - 10月24日，凡爾登戰役
  - 冬，蕪菁之冬
- 1917年：
  - 2月1日，德國宣布無限制潛艇戰
  - 3月8日，俄國二月革命爆發，意欲退出一戰，德國將主要兵力調往西線
- 1918年：
  - 3月3日《布列斯特-立陶夫斯克條約》簽訂
  - 3月21日，發動皇帝會戰
  - 11月9日，德國戰敗，新總理弗里德里希·艾伯特上任，威瑪共和國成立
  - 11月11日，《康边停战协定》簽訂，承諾結束敵對並割地賠款
- 1919年
  - 6月28日，簽訂《凡爾賽條約》

## 威瑪共和國
- 1923年：嚴重的通貨膨脹，納粹黨發動啤酒館政變
- 1925年：《盧加諾條約》簽訂
- 1933年：希特勒掌權

## 納粹德國
- 1934年：長刀之夜
- 1935年：希特拉突破凡爾賽條約的封鎖，宣佈實施普遍義務兵役制，建立起50萬人的軍隊
- 1936年：
  - 3月希特拉將德軍開進莱茵非武裝區
  - 7月武裝參與西班牙內戰
  - 11月25日德日締結《反共產國際公約》
- 1938年：
  - 3月德國吞併奧地利
  - 9月慕尼黑會議，德國吞併捷克斯洛伐克
- 1939年：
  - 5月22日，德意於柏林訂立鋼鐵同盟，至此，三國正式結盟
  - 9月1日，德國閃擊波蘭，隨後迅速佔領丹麥、挪威、荷蘭、比利時和盧森堡等國
- 1940年：
  - 4月9日，德國入侵丹麥和挪威
  - 5月10日，德國入侵比荷盧和法國，迅速擊敗英法聯軍，並佔領法國，後建立維希政權
  - 6月22日，簽訂《第二次康比涅停戰協定》，法德停战
- 1941年：
  - 4月6日，入侵並佔領南斯拉夫和希臘
  - 6月22日，巴巴羅薩計畫，德國進攻蘇聯，受阻於莫斯科
- 1942年：
  - 8月23日，斯大林格勒戰役開始
- 1944年：
  - 6月6日，美英聯軍在法國諾曼底登陸
  - 7月20日，斯陶芬貝格策劃刺殺希特勒
- 1945年：
  - 4月30日，希特勒自殺
  - 5月8日，德國宣佈無條件投降
  - 8月2日，波茨坦會議，三國領袖協定德國和歐洲的戰後圖景

## 現代德國
- 1948年：第一次柏林危機
- 1949年：
  - 5月，美、英、法3國佔領區合併，成立德意志聯邦共和國
  - 10月，蘇聯佔領區宣佈成立德意志民主共和國，德國分裂為兩個國家
- 1961年：東德當局修築柏林牆
- 1970年：
  - 8月12日，西德和蘇聯簽訂《莫斯科條約》，官方承認東德，並放棄對前東部領土的聲索
  - 12月7日，西德和波蘭簽訂《華沙條約》，放棄對前東部領土的聲索
- 1970年代：經濟奇蹟
- 1987年：東德總書記埃里希·昂納克出訪西德
- 1990年：民主德國的併入聯邦德國
- 1992年：馬斯特里赫特條約簽訂
- 1994年：德國首都由波恩遷回柏林
- 2005年：
  - 4月19日，拜仁出身的若瑟·拉辛格被推舉為教皇，是為本篤十六世
  - 11月22日，基民盟領袖默克爾成為總理
- 2010年：歐債危機
- 2015年：歐洲移民危機